# Tavannes, Bern
Tavannes är en ort och kommun i distriktet Jura bernois i kantonen Bern, Schweiz. Kommunen har 3 471 invånare (2023)..
Sedan 1891 har klocktillverkaren Tavannes Watch haft sin tillverkning i orten. 